# محله غمگین
«محله غمگین» آلبومی از هنرمند اهل استرالیا تروی سیوان است که در ۴ دسامبر ۲۰۱۵ منتشر شد.
این آلبوم در چارت‌های استرالیا، نیوزلند، آمریکا جزو ده آلبوم اول قرار گرفت.